# Bottom of the 9th
Bottom of the 9th es un videojuego de béisbol desarrollado y publicado por Konami para las consolas Sega Saturn, PlayStation y Nintendo 64. Esta es una versión mucho más actualizada que el videojuego de arcade Bottom of the Ninth de 1989, también publicado por Konami.